# Alexandra Alexandrowna Kirjaschowa
Alexandra Alexandrowna Kirjaschowa (russisch Александра Александровна Киряшова; * 21. August 1985 in Leningrad, Sowjetunion) ist eine russische Leichtathletin.
Kirjaschowa gewann bei den Jugend-Weltmeisterschaften 2001 Silber im Stabhochsprung. Bei der Sommer-Universiade 2007 gewann sie Gold. 2009 bei den Leichtathletik-Halleneuropameisterschaften 2009 wurde sie Vierte und bei den Leichtathletik-Weltmeisterschaften 2009 Neunte. Kirjaschowa war bei den Leichtathletik-Halleneuropameisterschaften 2011 Sechste und wurde im selben Jahr Siegerin des St. Petersburg Cups sowie Russische Hallenmeisterin. Sie kann sowohl in der Halle als auch im Freien eine Bestleistung von übersprungenen 4,65 m aufweisen.